# Manoir de Håkansböle
Le manoir de Håkansböle (finnois : Håkansbölen kartano) ou manoir de Hakunila (finnois : Hakunilan kartano) est un manoir historique situé dans le quartier Ojanko de Vantaa. 

## Histoire
Situé le côté est de Hakunila, le parc du manoir de Håkansböle, est ouvert toute l'année.
Le parc du manoir est traversé par le Kormuniitynoja.
Le bâtiment principal du manoir, de style Art nouveau, a été conçu par l'architecte Armas Lindgren et date de 1908.
Ce bâtiment principal actuel a été construit sur le site de l'ancien bâtiment principal, construit entre 1842 et 1844, représentant l'architecture néoclassique.
La restauration du manoir a été achevée en 2011.

## Protection
L'histoire de la ferme seigneuriale en tant que terre agricole remonte au XVIéme siècle.
Le manoir appartient à la ville de Vantaa depuis 2005.
La direction des musées de Finlande a classé le manoir parmi les sites culturels construits d'intérêt national en Finlande dans le cadre des villages de Sotunki et de Håkansböle.

## Galerie

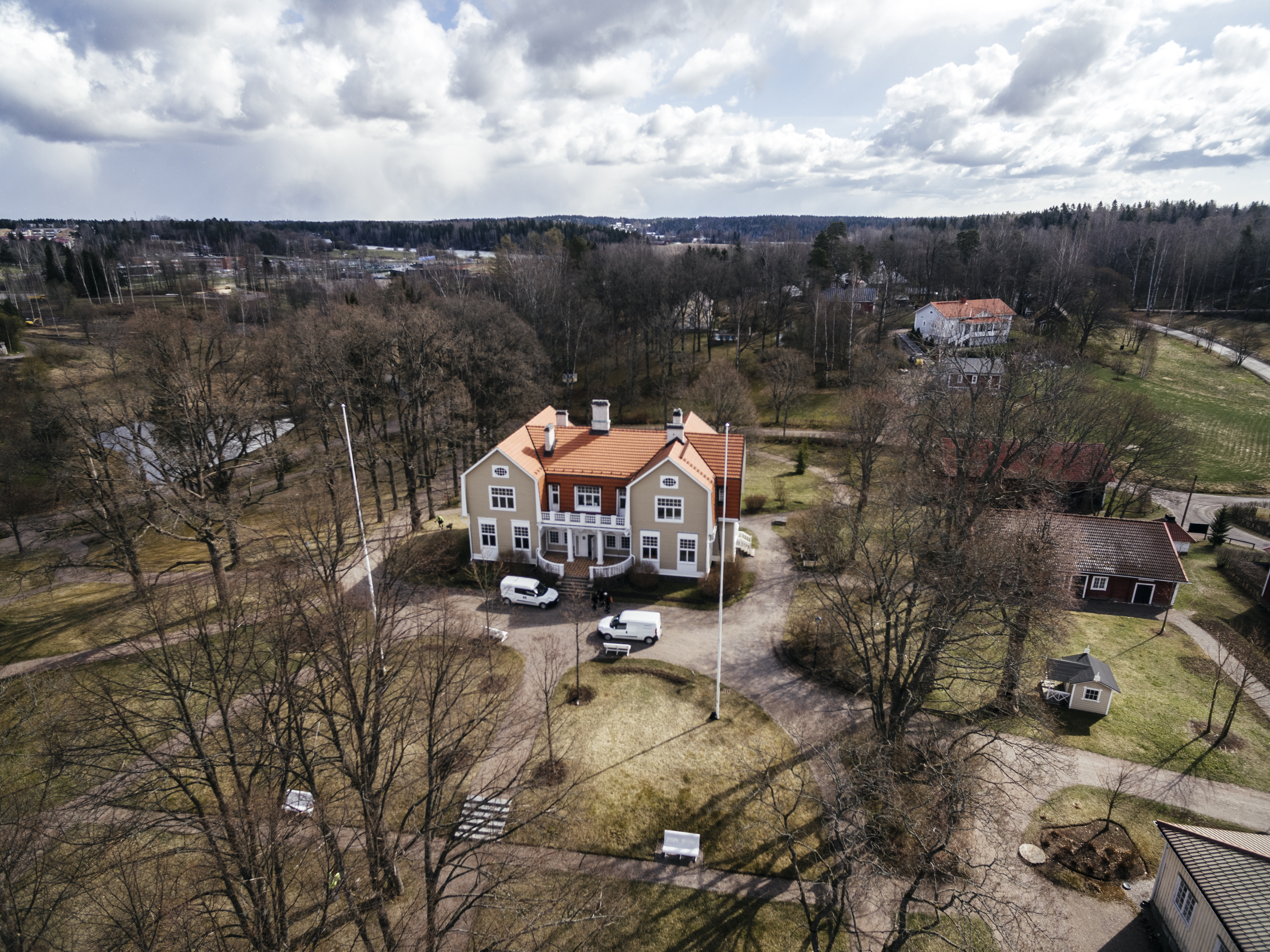
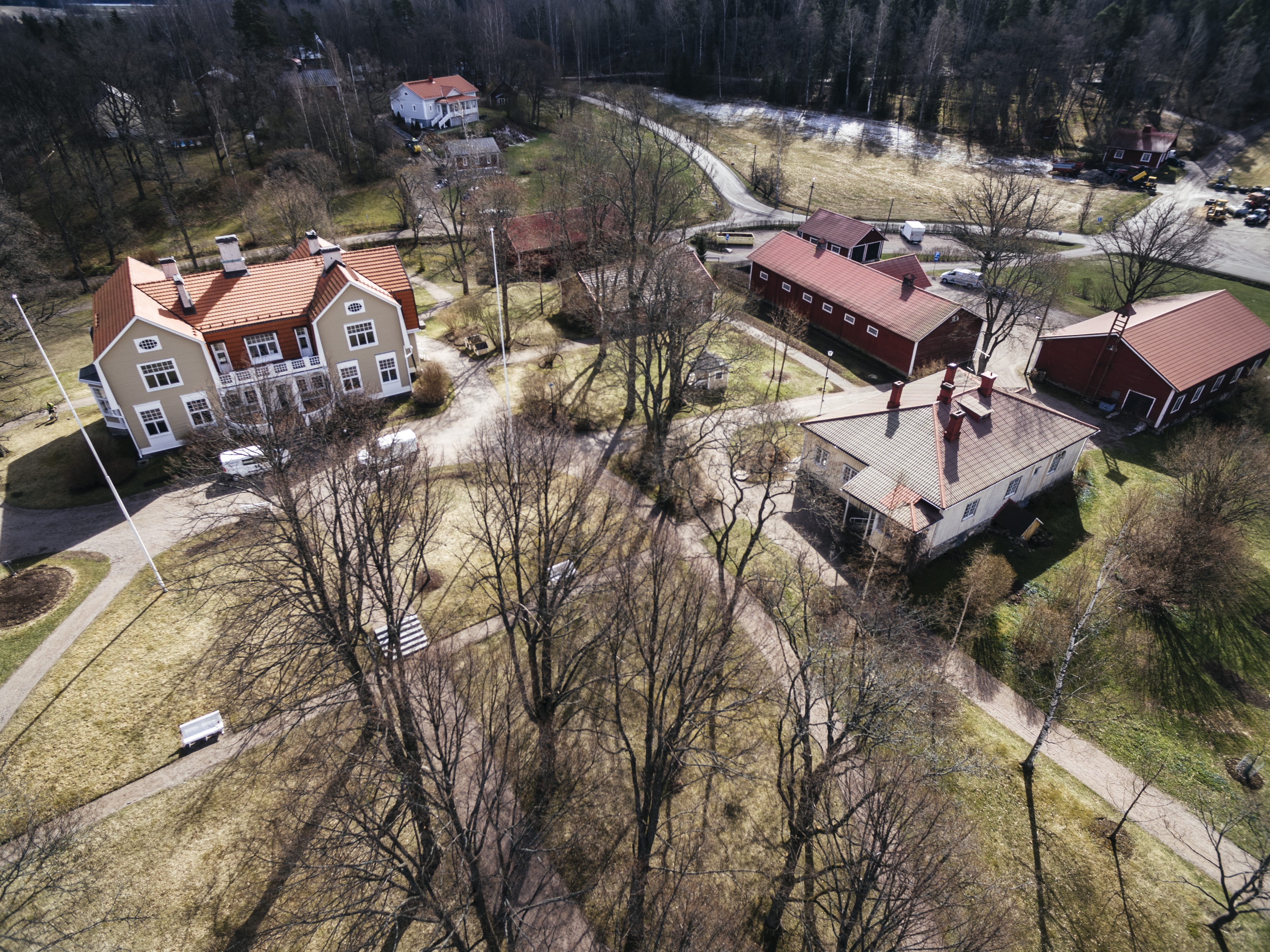
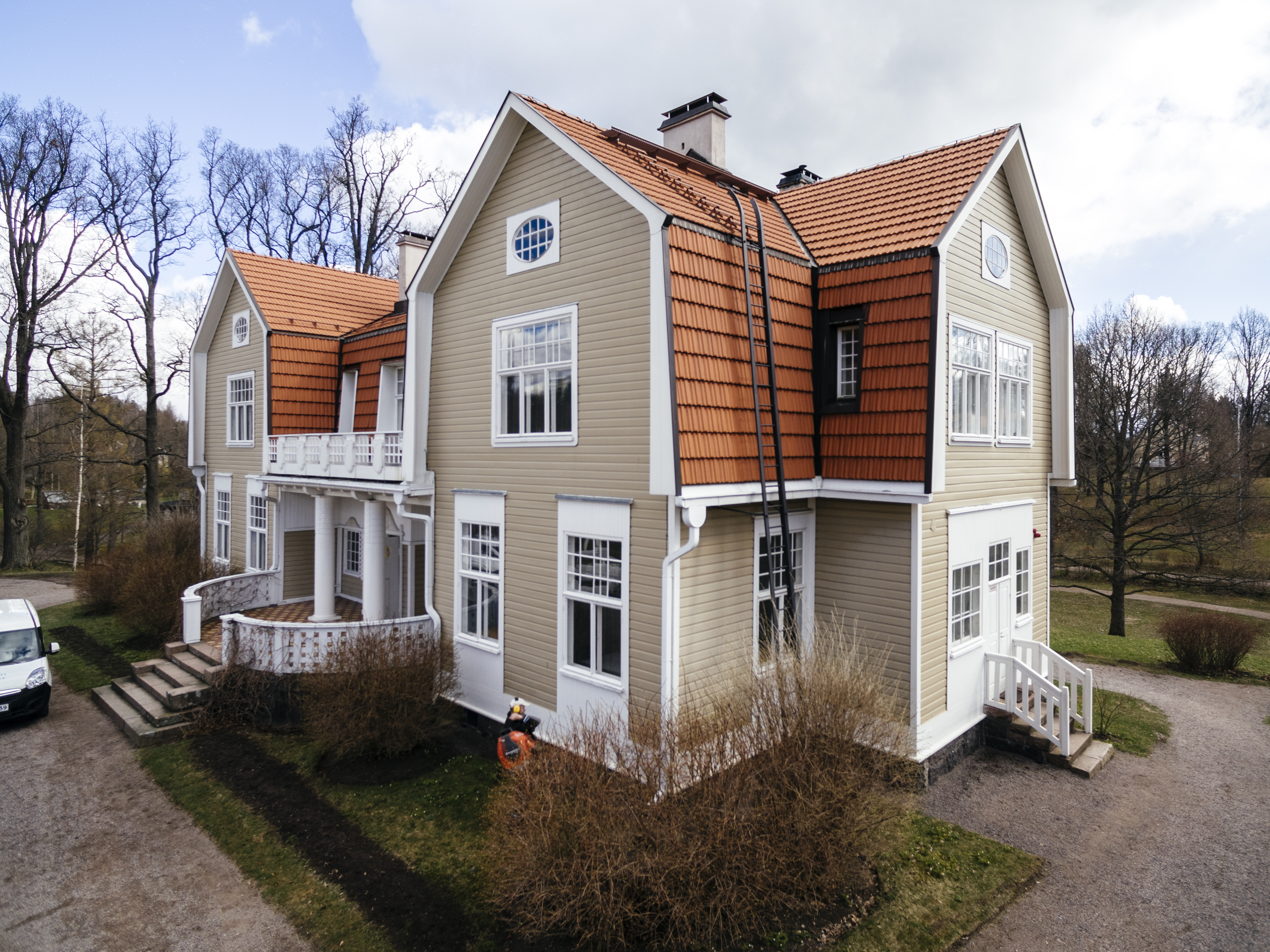